# Think of One
Think of One is een Belgische muziekgroep uit Antwerpen. De vaste bezetting van de groep bestaat uit David Bovée, Eric Morel, Tomas De Smet, Bart Maris en Roel Poriau aangevuld met Inuit-keelzangeressen, Gnawa-muzikanten, Braziliaanse virtuozen en tal van andere muzikanten.

## Biografie

### Het begin
Think of One ontstond eind jaren 90, toen 6 jonge muzikanten met een kamerbrede muzikale invloed samen kwamen. Zo rekenden ze zowel jazz, latin, funk, folk, rock, Weense wals en Arabische muziek tot hun invloeden. Dit kwam goed tot uiting op de bands eerste album uit 1999, het eclectische Juggernaut.

### Doorbraak
Wanneer ze in contact kwamen met enkele getalenteerde zangeressen en muzikanten uit Marokko raakte de groep erg gefascineerd door de typische ritmes van de Shaâbi- en Gnawa-stijl. Ze besloten zich in Marrakech te laten onderdompelen in de traditionele muziek, zang en kennis te maken met de unieke instrumenten. De combinatie met hun eigen "cross-over"-stijl sloeg aan en ze besloten de studio in te duiken met het album Marrakech Emballages Ensemble (1999) als resultaat. Een jaar later volgde Marrakech Emballages Ensemble II (2000) en in 2002 ten slotte Marrakech Emballages Ensemble 3.
De groep ervaarde in deze periode een gebrek aan podia en besloot een busje om te bouwen tot een mobiel podium, de Naftmobiel aka De Barkas, dat beschikte over een ingebouwd versterkingssysteem. Hiermee toerden ze volcontinu in gans Europa en ontstond het Naft-project. Dit resulteerde in de albums Naft (2000) en Naft 2 (2002). Datzelfde jaar ontvingen ze een ZAMU Award in de categorie Roots.

### Internationale erkenning
Het was tijd voor iets nieuws voor de Think of One-muzikanten toen de groep naar Recife reisde om zich onder te dompelen in de Noord-Oost Braziliaanse Maracutu-, Frevo-, Ciranda en Cocomuziek. De groep ontdekt allerlei aanstekelijke en vernieuwende ritmes wat leidde tot de twee bejubelde cd's Chuva em pô (2004) en Tráfico (2006). De groep ontving een prestigieuze BBC 3 Worldmusic Award. Het oordeel van de jury luidde: “Though Belgium has been producing bands as notable as Zap Mama and Laïs for some time now, it would be fair to say that Think of One are largely responsible for putting their country on the world music map.”.
Na 5 jaar van Braziliaanse ritmes riep de groep de Marrakech-formatie opnieuw bijeen om hun voorlopig laatste album, Camping Shaâbi (2007), op te nemen. Weerom werd de groep genomineerd voor de ZAMU- en BBC 3 Worldmusic Awards (2007 - waarin ze in de categorie Culture crossing winnen).

## Discografie
- Juggernaut (1997)
- Marrakech Emballages Ensemble (1998)
- Marrakech Emballages Ensemble II (2000)
- Naft (2000)
- Naft 2 (2002)
- Marrakech Emballages Ensemble 3 (2003)
- Chuva em pô (2004)
- Tráfico (2006)
- Camping Shaâbi (2007)

- Het nummer 1,2,3,4 Hoedje van papier op Kapitein Winokio's album Kapitein Winokio zag 1 beer (2004).

Een vollediger overzicht is te zien op Discogs.

## Meewerkende muzikanten
| - Abdelkebir Bensalloum (qraqeb, santir, zang) - Abdellah Bahija (percussie) - Alê Oliveira (achtergrondzang en zang) - Amina Tcherkich (percussie, bendir, zang) - Annelies Brosens (zang) - Anja Kowalski (zang) - Barbara Van Hoestenberghe (zang en achtergrondzang) - Bart Maris (kornet, bugel, trompet) - Benjamin Boutreur (altsaxofoon, baritonsaxofoon, sopraansaxofoon) - Benjamin Verdonck (achtergrondzang) - Bhaija Marakchi Abdellah (conga's, derbanka, dimba, koebel, percussie, tamboerijn, triangel) - Boris De Handschutter (koebel, percussie, tabla) - Brahim Attaeb (zang) - Bruno Vansina (baritonsaxofoon) - Buni Lenski (viool) - Carolina de Renesse (achtergrondzang en zang) - Cris Nolasco (zang en achtergrondzang, percussie) - David Bovée (bouzouki, keyboards, elektrische gitaar, folkgitaar, klavier, machete, gitaar, zang) - Dom Carlos (percussie) - Dominic Ntoumos (trompet) - Dona Cila Do Coco (zang) - El Housseine El Yaqin (darboeka, ud, viool, zang) - Eric Morel (basklarinet, fluit, saxofoon, sopraansaxofoon, tenorsaxofoon, zang) - Eva Van Deuren (zang) - Fernanda Boechat (achtergrondzang) - François Faure (Rhodespiano, synthesizer) - Gabor Humble (khomus, zang) - Ganga Barreto (achtergrondzang, percussie) - Gert Weininks (sopraansaxofoon) - Ghalia Benali (zang) - Glenn Magerman (flügelhorn, trompet) - Hakim Bouanani (oûd, percussie, viool) - Han Stubbe (klarinet) - Hassan Markhi (darboeka, ud, viool, zang) | - Hicham Bouanani (keyboards, percussie) - Hugo Carranca (drums, percussie) - Jan Peeters (saxofoon, baritonsaxofoon) - Jon Birdsong (bugel, trompet) - Jorunn Bauweraerts (zang) - Kabourra Nmiyech (zang) - Lalabrouk Loujabe (percussie, zang) - Liesbet Swings (achtergrondzang) - Lucie de Renesse (achtergrondzang en zang) - Lulu Araujo (agogô, zang) - Marc Hollander (piano) - Marc Meeuwissen (trombone) - Michael Weilacher (marimba, vibrafoon) - Mustapha Bourgogne (zang) - Nathalie Delcroix (zang) - Peter Vandenberghe (hammondorgel) - Pitcho Bovée (geluidseffecten, zang) - Ricardo Lourenço (akoestische gitaar) - Roel Poriau (drums, kwita, rasp, percussie, programatie) - Roel Van Camp (accordeon) - Ruben Deprez (trombone) - Sergio Lemos (percussie) - Sheyla Vidal (achtergrondzang) - Simon Lenski (cello) - Stefaan Blancke (trombone) - Steven Duncan (zang) - Stoffel Verlackt (achtergrondzang) - Thomas De Prins (hammondorgel) - Tobe Wouters (fluit, tuba, trombone) - Tom Theuns (banjo, folkgitaar, sitar, zang) - Tom Pintens (klarinet, klavier, orgel) - Tom Wouters (klarinet) - Tomas De Smet (basgitaar, grote trom, synthesizer, contrabas, zang en achtergrondzang) - Véronique Vincent (zang) - Wouter Vandenabeele (viool) |